# 戈爾德格倫鎮區 (北達科他州拉穆爾縣)
戈爾德格倫鎮區（英語：Golden Glen Township）是位於美國北達科他州拉穆爾縣的一個鎮區。

## 地方資料
戈爾德格倫鎮區的面積為91.55平方千米，當中陸地面積為91.35平方千米，而水域面積為0.20平方千米。根據2020年美國人口普查的數據，當地共有人口115人，而人口密度為每平方千米1.26人。